# 霍利迪斯堡 (宾夕法尼亚州)
霍利迪斯堡（Hollidaysburg）是美国宾夕法尼亚州布莱尔县的一个自治市镇和县城，位于朱尼亚塔河沿岸，阿尔图纳的南部8公里，是宾夕法尼亚州阿尔图纳大都市统计区的一部分。1900年有2998人住在这个自治市镇，1910年3734人居住在那里，1940年居民人数为5910人，2010年人口普查时人口为5791人，附近有煤矿、铁矿石、硅石和石灰石。 过去，自治市有过铸造厂、机械商店、丝厂、汽车厂和编组场。
从1834年到1854年，这个自治市镇是宾夕法尼亚州主线运河的重要港口，其中Juniata分部运河连接到阿勒格尼波蒂奇铁路。

## 历史
霍利迪斯堡作为定居点首次建立于1796年，以创建该定居点的爱尔兰移民亚当和威廉·霍利迪命名；到1814年，它只是由几所房子和一个小酒馆组成的村镇。霍利迪斯堡成为宾夕法尼亚运河和波蒂奇铁路之间的主要转运点，这条铁路是通往宾夕法尼亚州西部的门户。运河和波蒂奇铁路在1830年代刺激了霍利迪斯堡的工业和商业发展，其人口日益增加。1836年，霍利迪斯堡成为一个自治市镇。
当布莱尔县于1846年成立时，霍利迪斯堡自治市被指定为县城。政客和律师被县政府的相关业务吸引过来，因此这一行政地位使小镇繁荣起来。
1903年，宾夕法尼亚铁路公司在临近的阿尔图纳建造了一个大型编组场，而且美国国道22号公路穿过该区，因此该地区成为了一个交通枢纽。此外，宾夕法尼亚铁路公司建造了霍利迪斯堡检修场。多年后，Conrail还在该检修场上建造了一个火车车厢回收厂。目前该回收厂和车辆检修目前仍在运营，由诺福克南方铁路公司运营。
由于逆城市化，阿尔图纳和霍利迪斯堡的建成区在1940年代后逐渐连成一片。两市之间的新建区域成为了该都会区主要的商业区，区域内有沃尔玛、塔吉特、山姆会员店等大型购物中心。

## 人口统计
| 调查年                | 人口  | 备注 | %±    |
| --------------------- | ----- | ---- | ----- |
| 1840                  | 1,896 |      | —     |
| 1850                  | 2,430 |      | 28.2% |
| 1860                  | 2,469 |      | 1.6%  |
| 1870                  | 2,952 |      | 19.6% |
| 1880                  | 3,150 |      | 6.7%  |
| 1890                  | 2,975 |      | −5.6% |
| 1900                  | 2,998 |      | 0.8%  |
| 1910                  | 3,734 |      | 24.5% |
| 1920                  | 4,071 |      | 9.0%  |
| 1930                  | 5,969 |      | 46.6% |
| 1940                  | 5,910 |      | −1.0% |
| 1950                  | 6,483 |      | 9.7%  |
| 1960                  | 6,475 |      | −0.1% |
| 1970                  | 6,262 |      | −3.3% |
| 1980                  | 5,892 |      | −5.9% |
| 1990                  | 5,624 |      | −4.5% |
| 2000                  | 5,368 |      | −4.6% |
| 2010                  | 5,791 |      | 7.9%  |
| 2020                  | 5,641 |      | −2.6% |
| U.S. Decennial Census |       |      |       |

截至2000年人口普查 ，该行政区共有5368人、2224户、1349户家庭。人口密度为每平方英里2261.0人（873.0/平方公里）。有2392个住房单元，平均密度为1007.5/平方英里（389.0/平方公里）。该自治市镇的种族构成为98.19%白人、0.82%非洲裔美国人、0.17%美洲原住民、0.26%亚裔、0.06%其他种族，以及0.50%来自两个或更多种族。任何种族的西班牙裔或拉丁裔占人口的0.48%。
市内有2224户，其中26.0%有18岁以下子女同住，45.7%为已婚夫妇同居，12.0%有无夫女户，39.3%为非家庭。35.3%的家庭由个人组成，16.7%的家庭有65岁或以上的独居者。平均户人数为2.21，平均家庭人数为2.88。
在该行政区内的人口年龄分布分散，20.5%的人年龄在18岁以下，7.9%的人介于从18岁到24岁，26.8%的人介于从25岁到44岁，23.1%的人介于从45岁到64岁，21.7%的人年龄在65岁或以上。中位年龄为42岁。每100名女性对应88.4名男性。每100名18 岁及以上的女性对应86.8名男性。
该行政区每户的收入中位数为36758美元，一个家庭的收入中位数为43209美元。男性的收入中位数为33315美元，女性为24627美元。该行政区的人均收入为20634美元。大约5.5%的家庭和8.8%的人口处于贫困线以下，其中包括9.9%的18岁以下人口和7.3%的65岁或以上人口。